# Municipio de San José Miahuatlán
El municipio de San José Miahuatlán (del nahuatl: miahuatl, tlan ‘espiga de maíz, entre’‘Entre las espigas de la caña de maíz’) es uno de los 217 municipios que conforman al estado mexicano de Puebla. Fue fundado en 1826 y su cabecera es la ciudad de San José Miahuatlán.

## Geografía
El municipio se encuentra a una altitud promedio de 1100 m s. n. m. y abarca un área de 333.35 km². Colinda al norte con los municipios de San Gabriel Chilac, Altepexi y Zinacatepec, al oeste con Zapotitlán Salinas, al sur con Caltepec y el estado de Oaxaca y al este con Coxcatlán.

## Demografía
De acuerdo al último censo, en el municipio hay una población total de 12 habitantes, lo que le da una densidad de población aproximada de 8 habitantes por kilómetro cuadrado.